# Józef Brodowski
Józef Brodowski der Ältere (* 1772 in Warschau; † 1853 in Krakau) war ein polnischer Maler.

## Leben
Mit der Unterstützung der Fürstin Izabela Czartoryska konnte er in Wien bei Josef Abel und Johann Baptist von Lampi Malerei studieren. 1805 ging er nach Łańcut, 1809 nach Krakau, wo er 1816–1842 Professor an der Kunstakademie war. Er war Vertreter des Klassizismus in der Malerei und malte hauptsächlich historische und religiöse Bilder, Genrebilder sowie Porträts.